# Коле Сан Пјетро (Фрозиноне)
Коле Сан Пјетро је насеље у Италији у округу Фрозиноне, региону Лацио.
Према процени из 2011. у насељу је живело 385 становника. Насеље се налази на надморској висини од 211 м.